# بايفينوكس
بايفينوكس هو الاسم الشائع لمركب عضوي ينتمي إلى فئة إيثرات النيتروفينول، ويستخدم كمبيد للأعشاب. يعمل مركب البايفينوكس من خلال تثبيط إنزيم  أوكسيداز البروتوبرفيرينوجين الضروري لعملية تخليق الكلوروفيل في النبات.

## لمحة تاريخية
تعتبر إيثرات النيتروفينيل فئة معروفة جيدًا من مبيدات الأعشاب كان أقدمها مركب النيتروفين الذي اخترعته وباعته لأول مرة شركة روم وهاس في عام 1964. أصبح لمبيد النيتروفين بعد ذلك مركباً منافسًا للغاية، وهو مركب بايفينوكس الذي أنتجته شركة موبيل للنفط في عام 1969 ومُنحت في عام 1974 براءة اختراعه كمشايه بنيوي للنيتروفين يحتوي على مجموعة COOCH3 مجاورة لمجموعة النيترو. طُرح مُركب البايفينوكس في الأسواق في عام 1981 تحت الاسم التجاري موداون بينما كانت شركة روم وهاس تعمل في الوقت ذاته على تسجيل براءة اختراع وتطوير مركب الأسيفلورفين، وهو مركب من ملح الصوديوم طُرح في عام 1980. تميز كلا المركبين بأن لهما خصائص محسنة للغاية توفر تأثير مجموعة واسعة من مبيدات الأعشاب، كما توفر سلامة جيدة لبعض المحاصيل، والتي من أهمها محاصيل فول الصويا.

## التحضير
وُصفت خطوات تحضير مركب البايفينوكس لأول مرة في براءة اختراع شركة موبيل للنفط، وتضمنت كخطوة أخيرة لها إجراء تكثيف أولمان بين ملح البوتاسيوم من مركب 2،4-ثنائي كلورو فينول وحمض الميثيل 2-نيترو-5-كلوروبنزويك.

الخطوة الأخيرة في تركيب البايفينوكس

## آلية العمل
كانت الآلية التفصيلية لعمل مركبات النيتروفين والأسيفلورفين ومبيدات الأعشاب التي تنتمي إلى ذات فئة إيثرات ثنائي الفينيل غير معروفة وقت اختراع هذه المركبات. وتمثلت التأثيرات المرئية لهذه الفئة من مبيدات الأعشاب على النباتات الكاملة في الإصابة بشحوب الأوراق والجفاف. قُدمت العديد من الفرضيات فيما يتعلق بآليات تفاعل هذه المركبات على المستوى الجزيئي، والتي قد تفسر هذه الأعراض. يعد التفسير المقبول الآن لهذه الأعراض والأضرار التي تحدث للنباتات هو أن هذه المركبات تثبط إنزيم أوكسيداز البروتوبورفيرينوجين، مما يؤدي إلى تراكم البروتوبورفيرين التاسع في الخلايا النباتية، كما تعمل هذه المركبات كمحسس ضوئي قوي ينشط الأكسجين، مما يؤدي إلى تكوين بيروكسيد الدهون، حيث يكون كل من الضوء والأكسجين مطلوبان في هذه العملية لقتل النبات.